# Schwanenstadt
Schwanenstadt – miasto w Austrii, w kraju związkowym Górna Austria, w powiecie Vöcklabruck. 1 stycznia 2015 liczyło 4162 mieszkańców.